# Super 2000
Super 2000, ook bekend als S2000, is een specificatie voor productie-auto's, opgesteld door de FIA. De specificatie wordt gebruikt in de rallysport en het toerwagen racen. Alle auto's die binnen de S2000 klasse vallen beschikken over dezelfde motorinhoud en mogen maximaal €168.000,- kosten.

## Rallysport

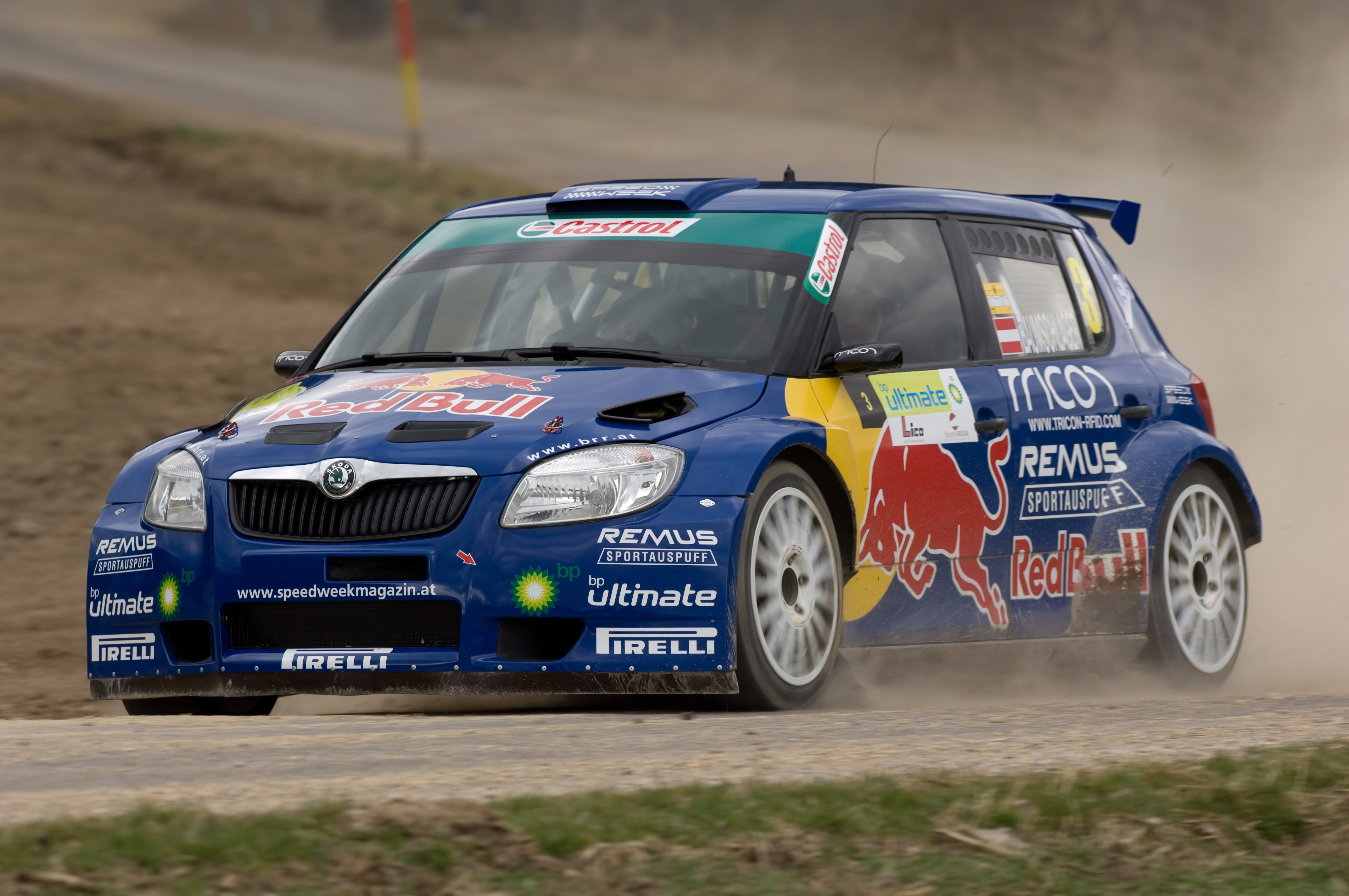
De Skoda Fabia S2000 in actie in de IRC

De S2000 is momenteel bezig aan een opmars in de rallysport. De belangrijkste klasse waarin gereden wordt met S2000 auto's is de Intercontinental Rally Challenge. Hiernaast zijn er ook nationale S2000 kampioenschappen in o.a. België en Frankrijk. Er zijn in deze klasse S2000 versies actief van de Ford Fiesta, Skoda Fabia, Peugeot 207 en de Fiat Punto. Naast deze belangrijkste teams zijn nog enkele andere fabrikanten actief. Vanaf het seizoen 2011 komen in het WRC ook uitsluitend S2000-auto's aan de start.

## Toerwagen Racing
Het WTCC, het wereldkampioenschap toerwagen racen, maakt gebruik van het S2000 reglement. Ook in het BTCC wordt gebruikgemaakt van S2000-auto's.

## Specificaties
De FIA specificaties bevatten de volgende punten:
- De auto moet afgeleid zijn van een productie-auto, waarvan er in het voorgaande jaar minstens 2500 moeten zijn gebouwd.
- Maximale cilinderinhoud van 2 liter (2000cc)
- Maximaal toerental, Rally: 8500 tpm , Circuit: 8500 tpm met 4 cilinders, 8750 tpm met 5 cilinders en 9000 tpm met 6 cilinders.
- Vierwielaandrijving is toegestaan bij rallyauto's, maar niet bij toerwagens.
- Sequentiële versnellingsbak met 6 versnellingen, of een 5-bak met originele versnellingsbakverhoudingen.
- Ophanging in McPherson-configuratie
- Geen elektronische hulpmiddelen
- Maximale verkoopwaarde van €168,000.[3]